# Asura cruciata
Asura cruciata är en fjärilsart som beskrevs av Matsumura 1927. Asura cruciata ingår i släktet Asura och familjen björnspinnare. Inga underarter finns listade i Catalogue of Life.